# Elliott (Iowa)
Elliott – miasto w Stanach Zjednoczonych, w stanie Iowa, w hrabstwie Montgomery. Zgodnie ze spisem statystycznym z 2000 roku, miasto liczyło 402 mieszkańców.